# Odradivka, Zinkiv
Odradivka (în ucraineană Одрадівка) este un sat în comuna Șîlivka din raionul Zinkiv, regiunea Poltava, Ucraina.

## Demografie
Componența lingvistică a localității Odradivka
     Ucraineană (100%)
Conform recensământului din 2001, toată populația localității Odradivka era vorbitoare de ucraineană (100%).